# 詩歌塔

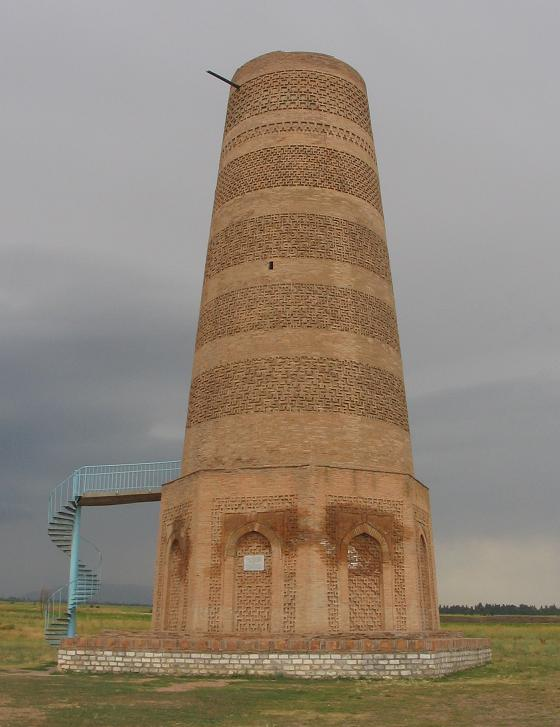
诗歌塔。

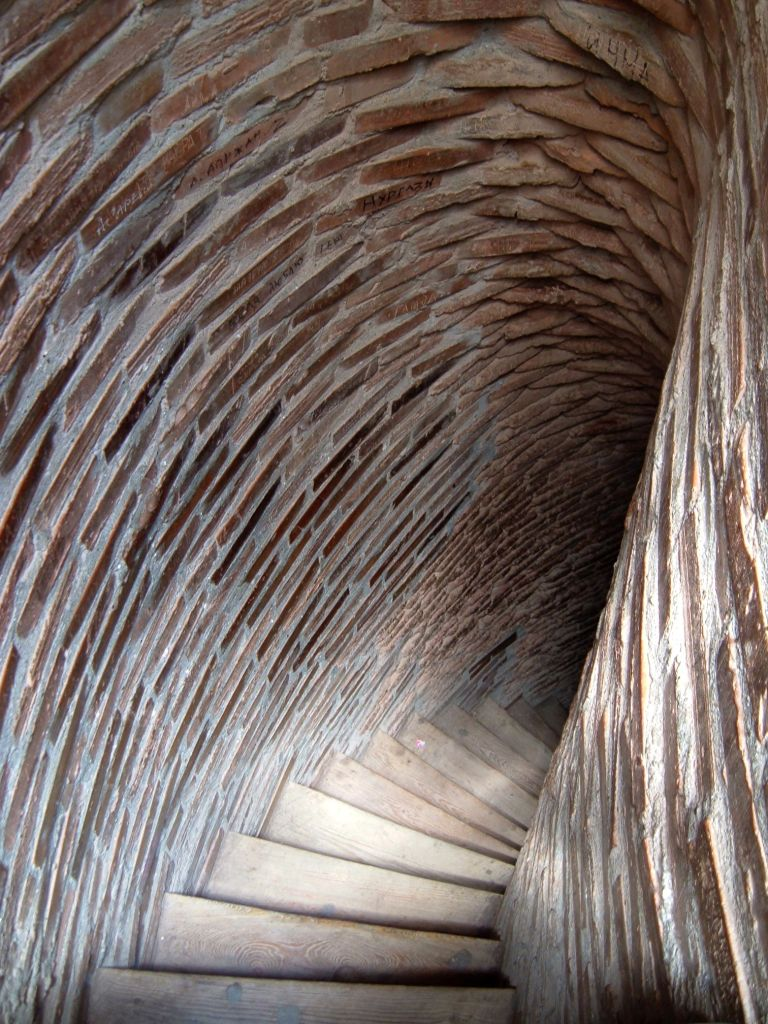
內部旋转梯。

诗歌塔，又譯布拉納塔，是位於吉爾吉斯斯坦楚河溪谷托克馬克市西南15公里外历史纪念碑建筑。 建於10世纪至11世纪。